# Aeropuerto de San Sebastián
Aeropuerto de San Sebastián (Nederlands: "luchthaven van San Sebastian", IATA: EAS, ICAO: LESA) is het vliegveld van de Spaanse stad San Sebastian in de autonome gemeenschap Baskenland, gelegen in de gemeente Hondarribia, in de monding van de rivier de Bidasoa, tegen de Franse grens.
Het vliegveld is geopend op 22 augustus 1955. Omdat landende vliegtuigen vaak op lage hoogte over Hendaye in Frankrijk moeten vliegen, zijn er direct na de opening protesten geweest van de regering van dat land. In 1957 kwamen beide landen tot een overeenkomst aangaande de begrenzingen van de exploitatie van het vliegveld, en die overeenkomst is in 1992 vernieuwd. 
De luchthaven ligt op 22 kilometer van de stad en heeft een enkele landingsbaan van 1.590 meter lang, en plaats voor zes geparkeerde vliegtuigen. In de terminal zijn er een cafetaria, zes check-in balies, zes boarding gates en drie bagagebanden. De luchtvaartmaatschappijen Iberia en Vueling voeren lijnvluchten uit op de luchthaven, respectievelijk naar Madrid Barajas en Barcelona-el Prat. In 2019 kwamen er 320.440 passagiers door het vliegveld. Verder werd er 0,4 ton aan goederen verscheept.
Het is enkel over de weg te bereiken; volgens studies is een eventuele aftakking van de Topo van Euskotren naar het vliegveld niet rendabel.